# ジョーイ・ギブスン
ジョーイ・ギブスン（Joey Gibson、カリフォルニア州・サンタモニカ出身、1945年8月11日 - ）は、アメリカ合衆国のモデル。米PLAYBOY誌・1967年6月号のプレイメイト。全裸の彼女が浜辺で砂の城を構築しているシチュエーションの中央見開き折込ページ（センターフォールド）は、ピーター・ガウランド (Peter Gowland) によって撮影された。

## 人物
PLAYBOY誌」の撮影当時、ジョーイは心理学と経営学をサンタモニカカレッジで学び、カリフォルニア大学ロサンゼルス校の夜間学校で犯罪学を学んでいた。
彼女は以前、催眠術師のアシスタントとして働いていた。彼女の折込ページの写真は、プライベートで彼女がリラックスするために必要としている多くの聡明な行動様式を示している。これには粘土、ワイヤー、プラスチック彫刻による制作やロサンゼルス・カウンティ美術館のピカソ展示会に通うことなどが含まれた。
ギブスンのセンターフォールド出演の余波として、彼女がカリフォルニア州サンタモニカにおいて売春容疑で有罪判決を下されていたことが明らかになった。エスクァイア誌は、Dubious Distinction Achievement Awards（ありがたくない栄誉に浴した業績に贈られる賞）に浴した1人として彼女を紹介した。添えられた見出しは「ジョーイ・ギブスンにとって1967年は明るい展望と苦悩の1年であった」。その年の救いの一つはMGMの高予算映画での役を200人以上の志願者の中から射止めたことだった。
現在ジョーイはロサンゼルスで開催されるグラマーコン（アダルトモデルやポルノスターたちが関係者やファンと集う大会）の常連ゲストである。